# أليكس حنا
أليكس حنا (بالإنجليزية: Alex Hanna)‏ هو رسام بريطاني، ولد في 1964 في بيركنهيد ‏ في المملكة المتحدة.